# 進歩社会党 (レバノン)
進歩社会党（しんぽしゃかいとう、アラビア語: الحزب التقدمي الاشتراكي、al-hizb al-taqadummi al-ishtiraki、フランス語: Parti Socialiste Progressiste）は、レバノンの政党。
政教分離の世俗主義をとり、また民主社会主義や社会民主主義を掲げている（社会主義インターナショナルにも加盟している）が、実際はドゥルーズ派の有力な一門であるジュンブラート家の政党で、結党以来3代にわたり同家が党首を世襲してきた。ただドゥルーズ派はイスラム教の主流から弾圧されてきた経緯からイスラエルでも優遇されているが、進歩社会党はイスラエルには拒絶的である

レバノンの政党の例に漏れず内戦中から「人民解放軍」と俗称される民兵組織を擁しており、軍閥の要素もある。またレバノン共産党と関係が強い。
ラフィーク・ハリーリー元首相暗殺後は反シリア側につき、「3月14日連合」について息子のサード・ハリーリーを押したてシリア軍の撤退を成功させた。

## 歴代党首
1. カマール・ジュンブラート（1949年 - 1977年）
2. ワリード・ジュンブラート（1977年 - 2023年） カマールの子[2]
3. タイムール・ジュンブラート（2023年 - ） ワリードの子[3]